# Val-du-Mignon
Val-du-Mignon é uma comuna francesa na região administrativa da Nova Aquitânia, no departamento de Deux-Sèvres. Estende-se por uma área de 28.34 km². Em 2010 a comuna tinha 1 103 habitantes (densidade: 38,9 hab./km²).
Foi criada em 1 de janeiro de 2019, a partir da fusão das antigas comunas de Usseau (sede da comuna), Priaires e Thorigny-sur-le-Mignon.